# Кшиштоф Скура
Кшиштоф Едвард Скура (пол. Krzysztof Edward Skóra; 30 вересня 1950, Гдиня — 13 лютого 2016) — польський біолог, іхтіолог, океанограф.

## Біографія
Закінчив III загальноосвітній ліцей ім. ВМФ Польщі у Гдині. Вивчав океанографію на факультеті біології, географії й океанології Гданського університету (1973). У 2004 році там само захистив дисертацію на тему «Загроза природному різноманіттю видів нектону Гданьської затоки».
Професор Гданського університету. Директор Морської станції Інституту океанографії Гданського університету на півострові Хель, створеної за його ініціативою у 1992 році (з 1977 року функціонувала як океанографічна лабораторія), займався там, у тому числі, поверненням популяції сірих тюленів до польського узбережжя.
Член Польської академії наук: Відділ VII — Науки про землю і науки про надра, а також комітет досліджень моря.
Лауреат Шведської балтійської премії (Swedish Baltic Sea Water Award) 2008 року, яка вручається за значний внесок в охорону вод Балтики (започаткована Швецією у 1999 році). Нагороду було вручено під час Всесвітнього водного тижня. Кшиштоф Скура перший, хто отримав її особисто, до цього лауреатами були лише дослідні інститути.
28 січня 2009 року отримав медаль ім. Еугеніуша Квятковського «за великі заслуги перед Гдинею».
Автор понад 100 наукових публікацій.